# سیارک ۲۱۷۲۵
سیارک ۲۱۷۲۵ (به انگلیسی: 21725 Zhongyuechen، نامگذاری:1999RB132) بیست و یک هزار و هفتصد و بیست و پنجمین سیارک کشف شده‌است که در ۹ سپتامبر ۱۹۹۹ کشف شد.
قدر مطلق سیارک برابر ۲۲.۴ است.